# Discographie de Gilbert Bécaud
Cet article regroupe la discographie de Gilbert Bécaud.

## Discographie

### Albums studio
- 1953 : Gilbert Bécaud et ses chansons
- 1954 : T'as raison mon ami
- 1955 : Récital numéro 1 - Mes grands succès
- 1956 : Alors raconte
- 1957 : Salut les copains
- 1958 : Croquemitoufle
- 1959 : Pilou… Pilou… hé
- 1960 : Tête de bois
- 1962 : Le Bateau blanc
- 1964 : Mes mains - Nouveaux enregistrements
- 1965 : La Vie d'garçon
- 1969 : Bécaud
- 1972 : Gilbert raconte et Bécaud chante
- 1974 : Hier et Aujourd'hui
- 1976 : L'amour c'est l'affaire des gens
- 1978 : C'est en septembre
- 1979 : Moi, je veux chanter
- 1981 : Bonjour la vie
- 1984 : Bécaud...
- 1987 : Le Retour
- 1989 : Fais-moi signe
- 1993 : Une vie comme un roman
- 1996 : Ensemble
- 1999 : Faut faire avec...
- 2002 : Je partirai
- 2005 : Suite

### Albums enregistrés en public
- 1954 : Young Man of Paris in Moods of Love
- 1955 : Le Tour de chant de Gilbert Bécaud à l'Olympia
- 1958 : À l'Olympia n°2 (25 cm)
- 1963 : Bécaud à l'Olympia
- 1966 : Olympia 1966[1]
- 1968 : À l'Olympia 1967
- 1969 : Olympia 1969 (uniquement disponible sous forme de cartouche 8 pistes)
- 1970 : Olympia 70
- 1971 : Récital du festival de l'Orphée d'or 71 (30 cm bulgare Balkaton BTA 1301, avec 4 titres chantés par Jennifer)
- 1972 : Olympia 1972
- 1973 : Olympia 73
- 1975 : Olympia 76
- 1977 : Olympia 77
- 1978 : Au Québec - Récital en direct du Grand Théâtre de Québec (30 cm Able/London ABL 7056)
- 1980 : Olympia 80
- 1983 : Desperado - Olympia 83
- 1988 : À l'Olympia
- 1991 : Bécaud Olympia
- 1997 : BécOlympia
- 1997 : L'Olympia 97
- 2002 : becaud L'Olympia - Spectacle Bleu, Spectacle Rouge
- 2013 : Concerts inédits 1956-1958

### Cantate, opéra, comédies musicales
- 1960 : L'Enfant à l'étoile (25 cm)
- 1962 : L'Opéra d'Aran, drame lyrique en 2 actes (triple 33 T, musique de Bécaud, mais il ne joue ni ne chante rien sur l'album)
- 1965 : Concerto pour piano
- 1972 : La Répétition
- 1976 : Heureux comme un poisson dans l'eau (publicité)
- 1986 : comédie musicale Roza
- 1992 : Aran Opéra

### Bandes-originales composées pour le cinéma
- 1971 : La Maison sous les arbres (bande originale du film de René Clément)
- 1973 : Toute une vie (bande originale du film de Claude Lelouch)
- 2007 : Roman de gare (bande originale du film de Claude Lelouch)

### Principales compilations
- 1967 : Âge tendre et tête de bois
- 1968 : Le Rideau rouge
- 1973 : Bécaulogie - intégrale Bécaud 1953 à 1972 (18 LP)
- 1988 : Bécaulogie - 1953 à 1987 (9 CD)
- 2002 : 50 ans en chansons (Long box 3 CD, avec plusieurs inédits)
- 2003 : Becollector : (Coffret 3 CD)
- 2004 : 100 chansons d'or (4 CD, avec 6 inédits dont 3 remix)
- 2009 : Best of (3 CD, 49 titres)
- 2011 : Best of Eternel (2 CD, 46 titres remasterisés)
- 2011 : Anthologie Gilbert Becaud 1953-1959 édité par Frémeaux & Associés (2 CD, 36 titres sélectionnés par André Bernard)
- 2011 : L'Essentiel (coffret 12 CD, 9 albums studio originaux remasterisés et augmentés de titres bonus extraits des 45 Tours de l’époque + 2 CD live (Best Of Olympia 1955-1983) + 1 CD de titres bonus + livret 64 pages de textes et photos rares)
- 2012 : Best of 3 CD (titres en public à l'Olympia + album Une vie comme un roman + extraits des albums studio Ensemble et Fais-moi signe + 3 titres inédits en allemand), Sony Music
- 2012 : 100 Chansons (4 CD, dont 8 titres inédits extraits du concert à L’Olympia de 1960)
- 2016 : Anthologie 1953-2002